# Алчановка
Алча́новка (каз. Әлшан) — село у складі Денисовського району Костанайської області Казахстану. Входить до складу Тельманського сільського округу.
Населення —  (2021; 458 у 2009, 515 у 1999,  у 1989).